# Överstelöjtnant med särskild tjänsteställning
Överstelöjtnant med särskild tjänsteställning, överstelöjtnant mst, (förkortat övlt*) var inom Sveriges försvar en överstelöjtnant som hade högre tjänsteställning än en "vanlig" överstelöjtnant. Befattningen krävde kompetensnivå 2 (kompetensnivå F före 1983), medan en "vanlig" överstelöjtnant hade kompetensnivå 3. Överstelöjtnant mst bar samma gradbeteckningar som en "vanlig" överstelöjtnant. I Sveriges flotta hette motsvarande grad kommendörkapten med särskild tjänsteställning. Tituleras internationellt som överste. Vid bordsplacering och vid civil presentation är det överste.